# أوتز (رواية)
أوتز (بالإنجليزية: Utz)‏ رواية للكاتب البريطاني بروس تشاتوين، نشرتها مؤسسة جوناثان كيب للنشر عام 1988.

## القصة
تحكي الرواية قصة ثروات كاسبر أوتز الذي عاش في تشيكوسلوفاكيا أثناء الحرب الباردة. وأوتز هو جامع للبورسيلان الميسيني ويجد طريقة للسفر إلى خارج الكتلة الشرقية للحصول على قطع جديدة. وحين وجوده في الغرب، يعتبر منشقاً عن عن الشيوعية ولا يستطيع العودة إلى بلاده ويظل حبيساً لمجموعته ولا يمكنه الرحيل.